# 関谷清景
関谷 清景（せきや きよかげ（後に せいけい）、安政元年12月11日（1855年1月28日） - 明治29年（1896年）1月8日）は、日本人初の地震学者。世界初の地震学専任教授。

## 歴史
清景の生い立ち
安政元年12月11日（1855年1月28日）、父は美濃大垣藩士・衣斐玄助（えびげんすけ）、家は代々戸田候に仕えた、母はユキの長男として歩行町（おかちまち 現・大垣市歩行町）に生まれる。兄妹に5歳下の弟（銘次郎・歩兵第34連隊長陸軍大佐、日露戦争で戦死）と妹（美志 泉法輪に嫁ぐ）がいる。幼名は鉉太郎（げんたろう）といった。父玄助（関谷家に養子に行った）の実兄衣斐精蔵が病死し、その子が幼いことから鉉太郎が出て後を継いだが、後、養家の子の成長後本姓の関谷に戻り名前も清景に改めた。清景は7歳の頃から藩校到道館に入学し、藩医江馬活堂の子春琢に蘭学を学んだ。明治3年（1870年）17歳のとき、大垣藩から貢進生に選ばれ、旧幕府の開成所が大学南校（現・東京大学）になるや、大垣から選抜される。大学南校の教師はみな外国人で、外国語（英語・ドイツ語・フランス語）の教科書を使い、外国語で授業が行われた。明治7年（1874年）清景は大学南校の機械工学を学び卒業した。明治9年（1876年）6月16日、文部省留学生として渡英、ロンドン大学のユニバーシティカレッジに入って学んだ。だが、清景は英国滞在1年程で肺病となり、明治10年（1877年）8月に帰国となった。帰国後は神戸で療養生活を送り、神戸師範で校長補などを務めた。
日本の地震学は、江戸中期の地震関係の記録も多く、庶民の関心も高まっていた。明治政府となり、文明開化、富国強兵を達成するために、各方面の飛躍的な発達を図らなければならいが、その妨げになっていたのが地震であった。その対策が急務であり被害を最初にするため、地震の性質を学問的に知る必要があり、先ず地震動の観測から始めることになった。安政6年（1859年）徳川幕府に雇われ長崎に来た米国の宣教師グイド・フルベッキ（Guido Herman Fridolin Verbeck）である、長崎洋学館で学生に教養を授けた。維新後も明治政府に雇われ開成学校、大学南校で授業を行い、教頭になり日本の教育に大きな貢献をした。明治5年（1872年）グイド・フルベッキにより「振子を用いて地震動を計測」した、1751年にイタリアで発明された装置を真似たものだが、この装置では正しい記録は取れなかった。日本で初めて地震計による記録がとられたのは、明治8年（1875年）7月で、京浜鉄道建設のため、明治6年（1873年）11月英国の測量士シャーボウを雇い、「日本は地震が多いと聞いて持参した」とパルミエリー地震計を使い測定した。
地震観測所の創設
明治13年（1880年）2月、横浜地震が発生、この地震の発生前から東京や横浜の外国人地震学者の間で、地震や火山について議論するための学会設立の話が行われていた。同年4月、世界初の地震学に関する学会である「地震学会」が設立された。当時、日本の地震研究の活躍の舞台だったのが東京大学で、その中心人物が地震学者で東京大学機械工学科教授ジェームズ・アルフレッド・ユーイング（James Alfred Ewing 1855年-1935年）であった。ユーイングはスコットランド生まれで、エディンバラ大学に学び明治11年（1878年）東京大学に招かれ機械工学の講義を行い、傍ら地震学の研究を行っていた。明治12年（1879年）に地震観測を開始、翌13年（1880年）地震観測所が神田一ツ橋の東京大学に完成、地震計は長大振子型のと水平動地震計であった。その頃、日本には地震の研究が必要だと考えていた菊池大麓が、関谷清景に地震学の研究を進め、地震観測所でユーイングの助手として研究を始めた。
清景の地震学者としての本格的な活動は、明治16年（1883年）30歳の頃に始まる。『地震学一斑』という論文を発表、世界の地震学の遅れや地震計の製造・改良が急務だと主張した。同年6月、ユーイングがイギリスに帰国。書き残した『地震験測論』という論文には「地震観測の成功の多くは清景の尽力によるもので、帰国後のことを清景に託せたのは幸せなことである」と記している。清景による水平動地震計などの観測記録は、ユーイングにとって大いに役立ち、いくつかの論文が発表されている。
地震観測網の整備
明治16年（1883年）ユーイングの帰国後の翌17年（1884年）12月6日、清景により「明治17年10月15日地震の記」と題した講演会を地震学会で行った。その論文は『学芸志林』第16巻（明治18年）と『日本地震学会報告』第3冊（明治19年）である。論文内容には、地震観測所の床に3尺四方の高さ2尺5寸の石柱が置かれ、石柱は床と切り離され基礎は地中深く埋められ、石柱の上にユーイング地震計が設置されていた。明らかになったのは、地震の被害が比較的小さい場合、日本家屋や土蔵の壁は落下しなかったが、上野博物館や新橋停車場などの煉瓦造の壁にひび割れが入ったことである。この結果から、煉瓦造りの建築物についての研究の必要性を述べている。
明治17年（1884年）9月〜明治19年（1886年）1月まで、内務省御用掛兼務、地震局第4部の験震課長となり、「地震観測網」と「地震統計」の整備に尽くした。地方の観測所の観測強化と、統一様式による観測資料の集計が求められ、各地方の県庁や測候所、観測所など広く地震観測資料を集めることが開始された。地震観測を早くから開始したのは、明治6年（1873年）函館測候所で、次いで東京、札幌、和歌山などである。観測時期も違い観測方法も違う、明治18年（1885年）内務省地理極から「地震報告心得」が出され、各地の役所より報告を求めた。地震報告心得は、報告にあたっての注意事項で、地震動の強弱を、微・弱・強・烈の四種類に表して報告を求めている。日本における震度階の最初である。明治18年（1885年）、世界ではじめての地震予知に関する本格的論文《地震を前知する法如何》を発表する。
地震学教室の創設
明治18年（1885年）東京大学理学部が本郷に移転したが、一ツ橋の地震観測所は残し本郷に新設した地震観測所と共に観測が続けられた。明治19年（1886年）理科大学に地震学が加わり理科大学生の他、工科大学土木工学科・建築学科の学生にも聴講させ、清景は世界初の地震学教授となった。この頃の清景の研究成果で有名なのが、地震動の性質解明として、地震動の動きを針金細工に現した関谷モデルがある。それは明治20年（1887年）1月15日の地震を、東京大学内のユーイング地震計で記録し、倍率を50倍にしてモデル化したものである。明治26年（1893年）東京大学に講座制が設けられ、地震学が一講座となり清景が地震学専任教授に就任、現在の東京大学理学部地球物理学教室の前身である。
震災予防調査会の創設
明治18年（1885年）気象台より「地震報告」が出されるようになった。明治20年（1887年）東京気象台が中央気象台に改称された。気象庁で現在使われている震度階は微、弱、強、烈である、清景の工夫でヨーロッパの「ロッシ・フォレルの震度階」とは異にしている。清景はイタリアのミケーレ・ステファノ・デ・ロッシ（ Michele Stefano de Rossi）とスイスのフランソワ＝アルフォンス・フォーレル（François-Alphonse Forel）の震度階は日本では当て嵌まらないと日本独自のものを作ったのである。家屋やその他において日本と欧米では全く違うと、すでに明治13年（1880年）に工夫されていた、気象庁の震度階の基礎となったものである。
明治21（1888年）年7月、磐梯山が噴火、清景は火口付近に居を構え観測しその結果を『磐梯山披裂記』に著わした。明治24年（1891年）10月28日、岐阜県・愛知県を中心とする濃尾地震が発生した。マグニチュードが8.0と推定されている大地震で、日本全土で揺れを体感するほどであった。清景は地震発生の翌日、故郷大垣などの被災地の人心を安定させるため『震災地方の人士に告ぐ』など、地震の特質などを執筆し、新聞社・県庁・警察署・市役所・町役場・病院などに配布し、「大地震の後には必ず数回余震がある、恐るる足らず」との書状を送り郷里の人心を鎮めた。同年11月17日に清景は、地震研究の発展と震災予防措置の考究が必要であるとの考えから、国家事業として濃尾地震を徹底的に調査する委員会の設立を政府に対して建議している。翌明治25年（1892年）6月25日、文部省の機関として「震災予防調査会」が発足し、清景はその委員の一人に任命された。清景は、調査会の事業概要や活動方針の立案などに携わりながら、その基礎整備に尽力した。
試された熊本地震
明治22年（1889年）7月28日、日本の近代地震学が試されるマグニチュード 6.3の「熊本地震」が起こった。被害の全壊234戸、半壊229戸、圧死19名、重症55名、裂地893カ所である。震災地の調査に東京大学から先ず長岡半太郎が行き、次いで小藤文次郎が着き調査を開始した。熊本地震の報道が東京に届いたとき、清景は病気療養のため箱根に滞在していた。菊池大麓より清景に知らせたところ「どうしても調査に行く」と言い出し、「武士が日頃武技を練るのはその時あるを期してである。震災が起こったのに地震学者が現地へ行けないのでは、その使命を全うし得ない」といって熊本へ向かった。それから清景は帰京できず九州で療養する事態となった。そして熊本地震の原因について清景は、「断層活動の結果」とする小藤文次郎の説に賛意を表したのである。「断層地震説」と収束したのは、日本のこの時点ではヨーロッパの地質学的な地震の分類を考慮に入れていたにすぎなかった。この段階での地震学者は、ヨーロッパ直輸入の学説の影響下にあり、日本の実測結果から地震の発震機構を議論するのは昭和になってからである。清景の地震学者としての仕事は、地震計による余震の精密な記録をとることで、後に大森房吉が余震の双曲線的減少の経験法則の発見に役立った。
地震予知
清景が進めてきた仕事に「日本地震史料」がある、日本の古い記録や地震の記事を探し纏める、完稿出来る状態だったが未発表だった。その後、清景から引き継いだ大森房吉によって明治32年『震災予防調査会報告』として発表されている。清景の初期の論文『地震学一斑』の総論に、地震の発生を予知するのは非常に困難であり、地震学はヨーロッパでも幼稚である、だが悲観的になってはいけない。研究の目的と方向を明らかにして、現状を素直に認めこれを打破しなくてならない、そして地震予知と震災対策が日本の地震学の研究課題であると述べている。明治18年（1885年）の論文に「地震を前知する法如何」がある、恐らく日本で初めて、いや世界で初めての地震予知に関する論文である。
明治27年（1894年）の東京地震では、病を押して調査に従事し病状が悪化、明治29年（1896年）1月8日、肺結核のため42歳で死去。一生独身で、晩年は禅を修めた。昭和4年（1929年）4月、矢橋亮吉により清景の生誕地の大垣市歩行町に「関谷先生誕生之地」と題した記念石碑が建てられた。

## 経歴
- 安政元年12月11日 -  岐阜県歩行町（現・大垣市歩行町）に生まれる。
- 明治元年（1868年）15歳 - 父方の伯父・衣斐精蔵の病死により、養子となり衣斐家を継ぐ。
- 明治3年（1870年）17歳 - 大垣藩貢進生に選ばれ、大学南校（現・東京大学）に入学する。
- 明治6年（1873年）20歳 - 衣斐姓から関谷姓に戻る。
- 明治7年（1874年）21歳 - 東京開成学校の工学本科第1学年生となる。
- 明治9年（1876年）23歳
  - 6月25日 - 文部省派遣海外留学生としてイギリスに留学（機械工学）する。
  - 8月18日 - ロンドンに着き、10月に大学に入学する。
- 明治10年（1877年）24歳 - 春頃に肺結核となる。8月にイギリスを出発、神戸（現・兵庫県神戸市）で療養する。
- 明治12年（1879年）26歳 - 神戸師範学校（現・神戸大学発達科学部）の御用掛に任用され、教員として勤める。
- 明治13年（1880年）27歳
  - 2月 - 横浜地震が発生した。
  - 4月 - 「日本地震学会」が発足する。
  - 4月14日 - 東京大学理学部機械工学科の准教授となり、地震学実験所の助手を務める。
- 明治14年（1881年）28歳
  - 5月12日 - 東京大学理学部助教に任用される。
  - 7月15日 - 東京大学理学部助教授に任用される。
  - 11月7日 - 「地震学会」の会員となる。従七位に叙せられる。
- 明治15年（1882年）29歳 - 製図方法議会委員に任用される。
- 明治16年（1883年）30歳
  - 1月 - 論文『地震学一斑』が、東京大学の機関誌『学芸志林』に掲載される。
  - 6月 - 東京大学理学部教授・ユーイングがイギリスに帰国する。
  - 12月15日 - 正七位に叙せられる。
- 明治17年（1884年）31歳
  - 9月9日 - 内務省御用兼勤を命ぜられる。
  - 9月10日 - 地理局勤務を命ぜられる。
- 明治18年（1885年）32歳 - 地理局第4部験震課長に任ぜられる。
- 明治19年（1886年）33歳
  - 3月6日 - 東京大学が改組し、帝国大学理科大学助教授に任用される。
  - 3月31日 - 帝国大学理科大学教授に任用される。
  - 4月10日 - 奏任官四等に叙せられる。
- 明治20年（1887年）34歳 - 地震動軌跡模型を製作する。
- 明治21年（1888年）35歳
  - 7月15日 - 磐梯山が噴火する。
  - 7月19日 - 磐梯山地震の調査を開始する。
  - 9月21日 - 官報に「磐梯山破裂実況報告」として調査結果が掲載される。また「磐梯山破裂の記」を執筆する。
  - 10月7日 - 東京で公開講演会を行い、噴火の状況を説明する。
  - 10月29日 - 奏任官三等に昇叙する。
- 明治22年（1889年）36歳
  - 肺結核を再発させ、療養生活に入る。
  - 7月28日 - 熊本地震が発生する。
  - 8月12日 - 熊本に行き、地震計を設置して調査を開始する。
  - 8月24日 - 長崎で病気療養する。
- 明治23年（1890年）37歳 - 非職を命じられる。
- 明治24年（1891年）38歳
  - 8月24日 - 理学博士の学位を授けられる。
  - 10月28日 - 濃尾地震が発生する。
  - 10月29日 - 被災地の人心安定のため、執筆活動を始める。
  - 11月17日 - 濃尾地震を調査する委員会の設立を政府に建議する。
  - 11月20日 - 大垣で駕籠を使用して被災状況の視察を行う。

11月30日 - 濃尾地震に関する取調べを嘱託される。
- 明治25年（1892年）39歳
  - 6月25日 - 「震災予防調査会」が発足する。
  - 7月14日 - 「震災予防調査会」の委員に任命される。
- 明治26年（1893年）40歳
  - 4月11日 - 復職を命じられる。高等官五等に叙せられる。
  - 5月10日 - 従六位に叙せられる。

- 明治27年（1894年）41歳
  - 8月 - 病状が悪化する。

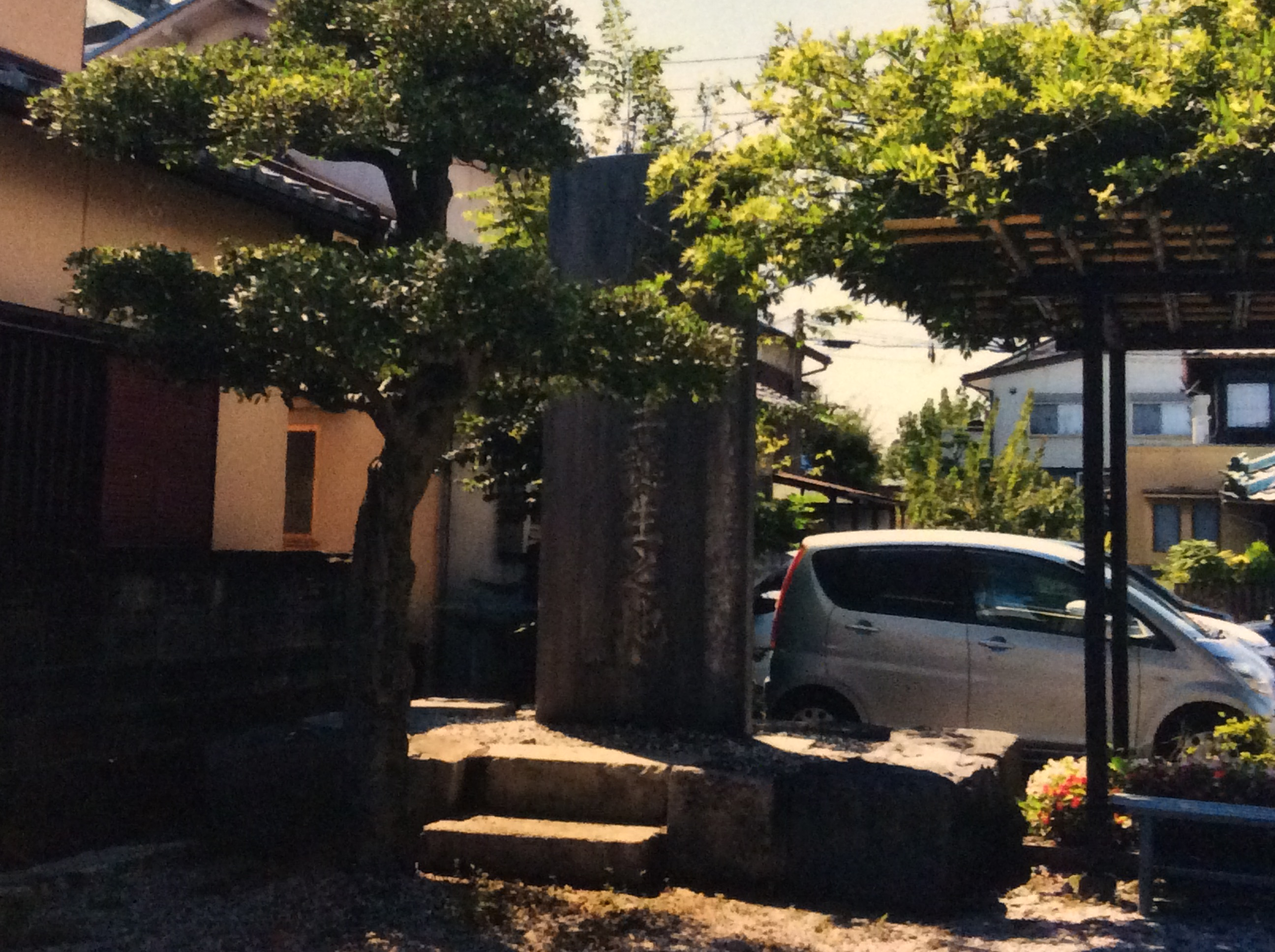
大垣市内にある「関谷清景誕生之地」石碑（2017年8月24日撮影）

  - 12月 - 板宿村（現・兵庫県神戸市）の禅昌寺で療養生活となる。
- 明治28年（1895年）42歳 - 非職を命ぜられる。
- 明治29年（1896年）
  - 1月8日 - 肺結核のため42歳で没す。板宿村の禅昌寺に葬られる。
  - 1月9日 - 地震学上における功労が著名であるとして従五位を贈られる[9][5]。

## 論文
- 東京大学編『学芸志林 第12巻（1月号）』 - 国立国会図書館デジタルコレクション - 「地震学一斑（第一稿）関谷清景」P47〜76、東京大学、明治16年1月
- 東京大学編『学芸志林 第12巻（4月号）』 - 国立国会図書館デジタルコレクション - 「地震学一斑（第二稿）関谷清景」P326〜355、東京大学、明治16年4月
- 関谷清景『物理学史研究 第3巻第50号』 - 国立国会図書館デジタルコレクション - 「地震を前知する法如何」物理学史研究刊行会、明治18年9月
- 『学芸志林 第16巻』「明治17年10月15日地震の記」関谷清景、明治18年
- 『日本地震学会報告 第3冊』「明治17年10月15日地震の記」関谷清景、明治19年
- 『日本地震学会英文報告 第11巻』「1887年1月15日の日本裂震」関谷清景、明治20年
- 『東洋学芸雑誌 第7巻第100号』「地震及建築」関谷清景、明治23年
- 『東洋学芸雑誌 第9巻第130号』「明治22年熊本地震の原因に就いて」関谷清景、明治25年
- 『地質學用語集』 地質学雑誌 1893年 1巻 2号 p.80-84, doi:10.5575/geosoc.1.80, NAID 110003013272
- 『明治二十七年六月二十日午後二時二十二分秒地震驗測報告』 地質学雑誌 1894年 1巻 10号 p.501-503, doi:10.5575/geosoc.1.501
- 日本大地震 震災豫防調査會報告. 第26號, 1899.2, pp. 4-8, hdl:2261/16792

共著
- 関谷清景, and 菊地安. "磐梯山破裂実況取調報告." (1888年9月27日): 271-274. 官報1555号, 全国書誌番号:00084180
- 關谷清景、大森房吉：明治二十七年六月二十日東京激震ノ地震計記録圖 震災豫防調査會報告. 第28號, 1899.9, pp. 97-99, hdl:2261/16804